# Amore d'artista
Amore d'artista (Amarilly of Clothes-Line Alley) è un film muto del 1918 diretto da Marshall Neilan che è accreditato anche come supervisore.

## Trama
Amarilly Jenkins vive insieme alla sua numerosa famiglia a Clothes-Line Alley, in un rione popolare, lavorando come ragazza delle sigarette in un locale dove viene corteggiata dal barista Terry McGowen. Una sera, scoppia una rissa nella quale viene coinvolto anche Gordon Phillips, uno scultore appartenente a una facoltosa famiglia. Il giovane resta ferito ed Amarilly lo ospita a casa sua per poterlo curare.
Per ringraziarla della sollecitudine dimostrata nei suoi confronti, Gordon assume Amarilly come donna delle pulizie nel suo studio d'artista. La signora Stuyvesant Phillips, zia di Gordon, prende poi Amarilly presso di lei, nel suo sontuoso palazzo, cercando di farla oggetto di un "esperimento sociale". Con estrema costernazione, la gran dama si rende conto che il nipote si sta innamorando della ragazza. Convinta di poter dimostrare che una tale mescolanza di classi sia improponibile, la signora invita tutta la tribù Jenkins per il tè. Dopo il pomeriggio passato tutti insieme - durante il quale, tra le altre cose, la signora Jenkins si è messa a ballare la giga con il maggiordomo - Amarilly e Gordon constatano che la loro unione non potrebbe avere futuro e la ragazza torna dal suo innamorato, il barista.

## Produzione
Il film fu prodotto dalla Mary Pickford Company.
Uno degli interpreti del film doveva essere Eric Campbell, popolare attore che, normalmente, lavorava insieme a Charlie Chaplin. Chaplin concesse in "prestito" all'amica Mary Pickford il comico, ma, la notte del 20 dicembre 1917, Campbell morì, schiantandosi con la sua auto in uno scontro frontale contro un altro veicolo.

## Distribuzione
Distribuito dall'Artcraft Pictures Corporation, il film - presentato da Adolph Zukor - uscì nelle sale cinematografiche statunitensi l'11 marzo 1918. In Italia venne distribuito nel 1920 dalla Transatlantic.
Copia della pellicola viene conservata negli archivi del Mary Pickford Institute for Film Education.